# Œnone

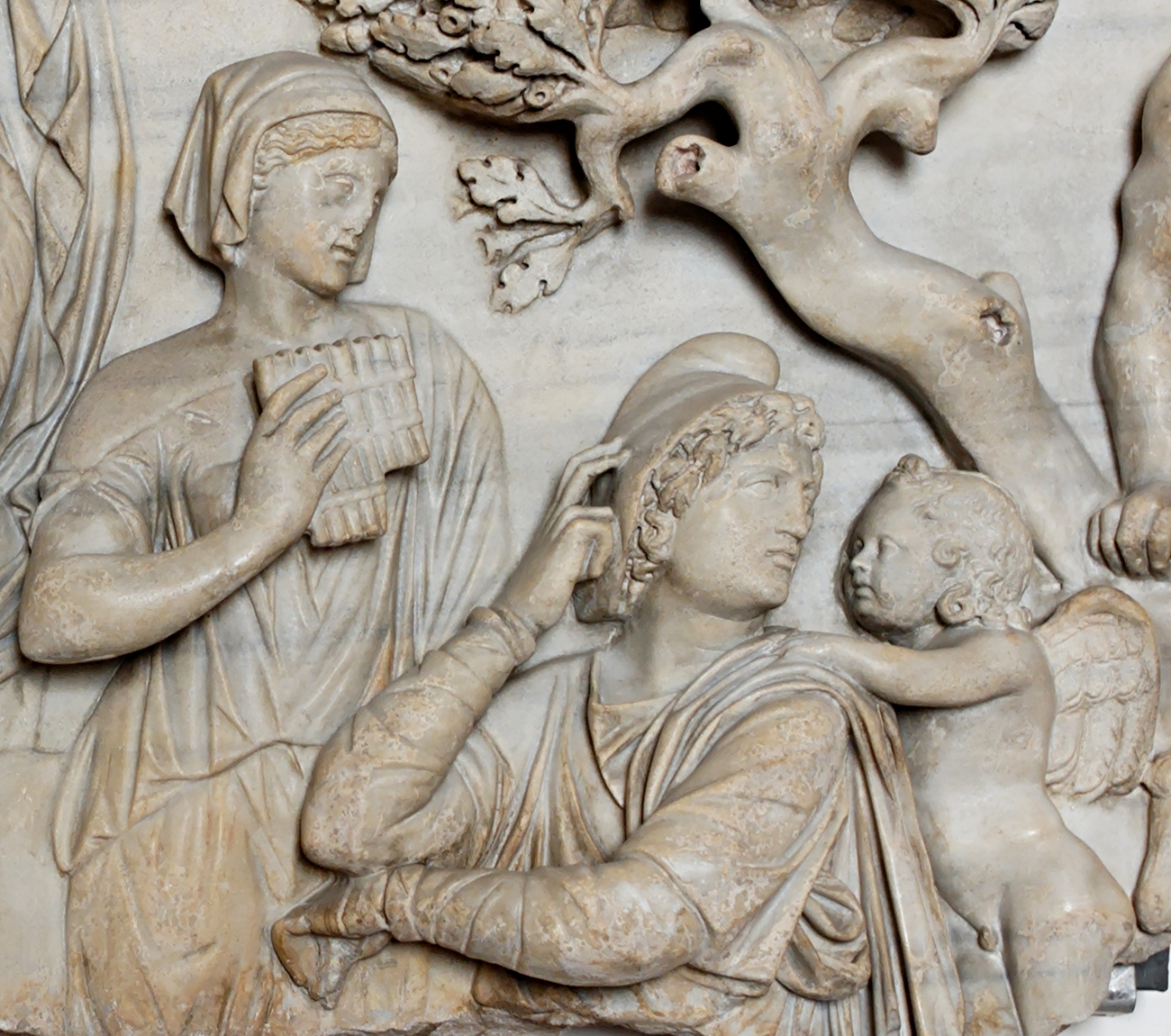
Œnone tenant une flûte de Pan, Pâris et Éros, détail d'un sarcophage, œuvre romaine du IIe siècle, Palais Altemps (Inv. 8563).

Dans la mythologie grecque, Œnone est une nymphe des montagnes, une oréade, et la fille du dieu fleuve Cébren.

## Mythe
Elle est la première femme de Pâris, à qui elle prédit qu'il sera blessé au combat et qu'elle seule pourra le soigner. Pâris l'abandonne cependant pour épouser Hélène. Plus tard, lorsqu'il est blessé par Philoctète pendant la guerre de Troie, il lui demande de l'aider, mais Œnone refuse (ou bien arrive trop tard pour le soigner selon les versions). Prise de remords, elle se suicide en se poignardant, en se pendant ou encore en se noyant selon les versions,. 
L'histoire d'Œnone est un ajout relativement tardif au cycle troyen : elle est absente des textes d'Homère et d'Euripide. Le premier auteur à en faire mention est Lycophron au IVe siècle av. J.-C. dans son poème tragique Alexandra, vers 55-67 ; elle est citée au Ier siècle av. J.-C. par le poète élégiaque Parthénios de Nicée dans ses Passions amoureuses (Περὶ Ἐρωτικῶν Παθημάτων) ainsi que par Conon le Mythographe, et au IIe siècle par le Pseudo-Apollodore auteur anonyme d'une compilation de mythes grecs.
La nourrice et confidente de Phèdre dans la tragédie de Jean Racine prend également le nom d'Œnone, et de même dans Hippolyte et Aricie, tragédie lyrique de Jean-Philippe Rameau (1733), mais ce personnage n'est pas nommé dans les sources antiques.

## Évocations artistiques

### Musique
Œnone, opéra en 2 actes de Christian Kalkbrenner sur un livret d'Antoine Le Bailly, 1800 et 1812.
Oenone est également le titre d'un morceau de musique du groupe Pink Floyd.

### Peinture
Claude Gellée a peint en 1648 un Paysage avec Pâris et Œnone (encore appelé Le Gué), actuellement au Louvre. Œnone refusant de secourir Pâris blessé est un tableau de Léon Coignet (1816, Musée de Fécamp). D'autres tableaux ont représenté les deux phases des relations de Pâris et Œnone : leurs amours sur les pentes du mont Ida — et, bien plus tard, le refus d'Œnone d'utiliser sa connaissance des simples pour sauver Pâris mortellement blessé.

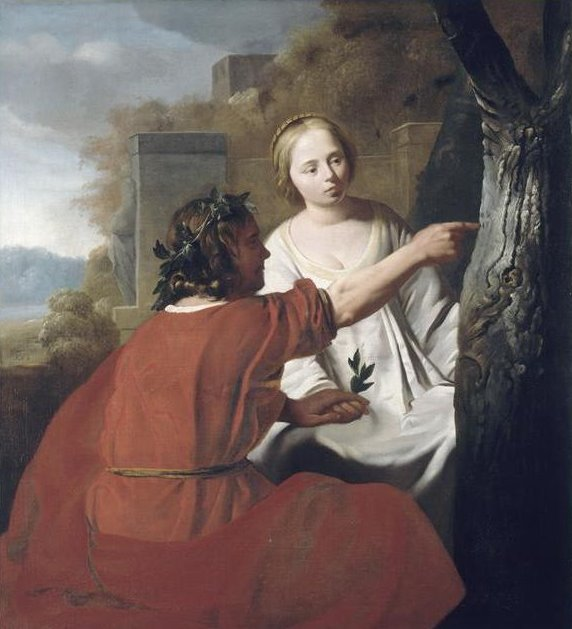
Reyer van Blommendael, Pâris et Œnone, vers 1655, Musée des Beaux-Arts de Lille.
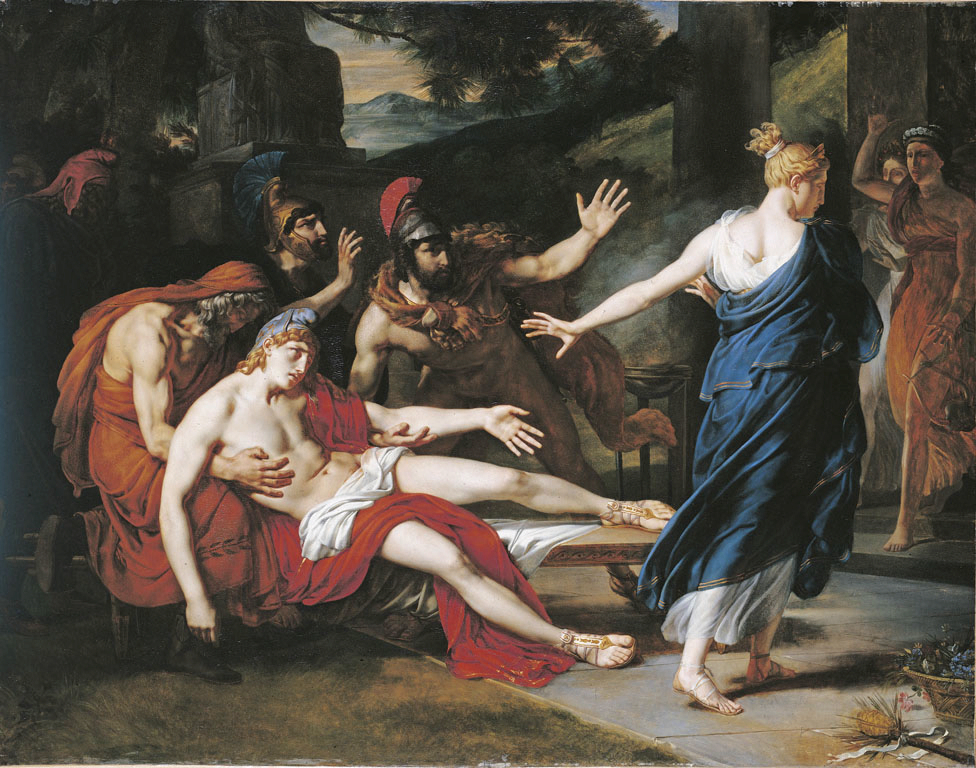
Antoine-Jean-Baptiste Thomas, Œnone refuse de secourir Pâris au siège de Troie, huile sur toile, prix de Rome, 1816.

### Biologie
Le nom d'Œnone a été donné au colibri Junonia oenone et au papillon Junonia oenone.
Les naturalistes français Jean-Baptiste de Lamarck et Jules-César Savigny ont également dédié un genre de vers marins à ce personnage : Oenone.

### Astronomie
L'astéroide (215) Œnone a reçu son nom.